# Al-Ramtha SC
Der al-Ramtha Sports Club (arabisch نادي الرمثا الرياضي, DMG Nādī r-Ramṯā ar-riyāḍī) ist ein jordanischer Sportklub mit Sitz in der Stadt ar-Ramtha.

## Geschichte
Der Klub wurde am 23. April 1965 gegründet. Erste Erfolge hatte der Klub in der Saison 1981 und 1982, als man direkt zwei Mal hintereinander Meister wurde. Währenddessen scheiterte man von 1981 bis 1983 immer ins Finale des FA Cup zu kommen, dieses dann aber doch zu verlieren. Der erste Gewinn des Pokals gelang dann erst in der Saison 1990/91 und gleich nochmal in der darauffolgenden Spielzeit. In diese Zeit fällt auch die Teilnahme am Halbfinale des Asienpokal der Pokalsieger in der Ausgabe 1991/92. Danach gelangen in den 1990er Jahren noch einige Pokal-Finalteilnahmen deren aber auch wieder nie ein Sieg folgte. In den 2000er Jahren folgte dann eine Phase ohne weitere Erfolge, in der man sich eher im Mittelfeld der Tabelle aufhielt. Nach der Spielzeit 2007/08 war es dann schließlich soweit und der Klub stieg aus der ersten Spielklasse ab.
Gleich zur Saison 2009/10 kehrte die Mannschaft aber schon wieder zurück. In der Saison 2011/12 qualifizierte man sich sogar für das Champion Playoff, verlor dieses dann jedoch gegen al-Faisaly. Teilweise kam man sogar in Finalspiele des FA Cups, verlor diese aber wieder. In der Liga gab es so langsam auch wieder Erfolge und schlussendlich gewann man so nach der Spielzeit 2021 auch die Liga.

## Erfolge
- Jordan League: 1981, 1982, 2021
- Jordan FA Cup: 1990, 1991
- Jordan Shield Cup: 1989, 1990, 1993, 1996, 2001
- Jordan Super Cup: 1983, 1990, 2022